# امریست الستون
امریست الستون (انگلیسی: Ameryst Alston؛ زادهٔ ۲۰ ژوئن ۱۹۹۵) بازیکن بسکتبال اهل ایالات متحده آمریکا است.